# Joseph Altenkopf
Joseph Altenkopf (* 26. Jänner 1818 in Wien; † nach 1868 wohl in Eisenstadt) war ein österreichischer Landschaftsmaler.

## Leben
Als Sohn eines Hauptschuldirektors arbeitete Altenkopf zunächst als Staatsbeamter. Dies sagte ihm allerdings nicht zu, weshalb er eine wissenschaftliche Karriere zum Lehrer begann, diese nach kurzer Zeit aber auch abbrach und sich der Kunst widmete. Er malte Landschaften als Ölgemälde, wofür er bekannt wurde. Er wirkte auch als Direktor einer Galerie von Esterházy. 1850 stellte er seine bekanntesten Werke beim österreichischen Kunstverein aus.

## Werke
Diese Werke stellte Altenkopf 1850 aus, in Klammern angegeben ist der Preis in Gulden.
- Ideale Landschaft (250)
- Parthie bei Lindau nächst Ischl (130)
- Waldparthie bei Siegenfeld in Oesterreich (um 200)
- Landschaft aus der Gegend bei Florenz (130)
- Gebirgsmühle bei Hiflau in Steiermark (160)
- Parthie am Vierwaldstädter See (150)

Weitere Werke:
- Begegnung in Winterlandschaft unter einer Burgruine (1846)
- A waterfall near Bad Gastein, Austria (1846)
- Arkadische Landschaft mit mythologischer Figurengruppe auf einer Wiese am Fluss unter Bäumen (1850)
- Italienische Landschaft